# 瓦拉克利亞尼市鎮
瓦拉克利亞尼市鎮是拉脫維亞的市镇，設立於2009年，位於該國東南部，行政中心为瓦拉克利亞尼。市镇面積为277.95平方公里，人口数量为2,945人（2021年）。